# Franz Ferdinand (album)
Franz Ferdinand je debitantski album škotskog pop-rock sastava Franz Ferdinand iz 2004. godine.

## o albumu
Prvijenac sastava Franz Ferdinand primio je generalno vrlo dobre kritike: New Musical Express ga je nazvao nasljednikom art-rockera poput The Beatlesa, The Rolling Stonesa, The Whoa, Sex Pistolsa, te Blura; jedinstven stav kritičara bio je proglašenje ovog albuma ključnim albumom revivala plesne, srednjestrujaške rock glazbe 2000-ih.
7. rujna 2005., albumu je dodijeljena prestižna nagrada Mercury.

## Popis pjesama
1. Jacqueline
2. Tell Her Tonight
3. Take Me Out
4. The Dark of the Matinée
5. Auf Achse
6. Cheating on You
7. This Fire
8. Darts of Pleasure
9. Michael
10. Come on Home
11. 40'  (izgovor: Forty Feet)

## Singlovi
S albuma su skinuta četiri singla:
- Take Me Out (2004.)
- The Dark of the Matinée (2004., također poznat i kao Matinée)
- Michael (2004.)
- This Fire (2004., izmijenjena inačica pjesme izdana pod nazivom This Fffire)

## Vanjske poveznice
- Službena web-stranica sastava Franz Ferdinand